# 石田保夫
石田 保夫（いしだ やすお、1950年 - 2024年12月15日）は、日本の建築技術者。SUS（株）代表取締役社長。

## 経歴
静岡県生まれ。1975年、日本大学理工学部建築学科卒業、（株）綜合設計事務所入社。1979年清水機電（株）に。1992年清水機電（株）が（株）IAIとIAシステム（株）に分社するのを機にIAシステム（株）（現SUS（株））の経営に従事。
代表作に静岡県静岡市・牧田邸は、2006 グッドデザイン賞 建築・環境デザイン部門/建築デザイン受賞。
著書（共著）に『アルミニウムの空間』（新建築社、2006年）、ISBN 978-4786901898。
2024年12月15日に死去。74歳没。